# 前380年
| 千纪： | 前1千纪 |
| 世纪： | 前5世纪 \| 前4世纪 \| 前3世纪 |
| 年代： | 前410年代 \| 前400年代 \| 前390年代 \| 前380年代 \| 前370年代 \| 前360年代 \| 前350年代 |
| 年份： | 前385年 \| 前384年 \| 前383年 \| 前382年 \| 前381年 \| 前380年 \| 前379年 \| 前378年 \| 前377年 \| 前376年 \| 前375年                                                                                         |
| 纪年： | 周安王二十二年 魯共公三年 齊康公二十五年 齐侯剡四年 晉孝公九年 趙敬侯七年 魏武侯十六年 韓文侯七年 秦獻公五年 楚肅王元年 宋休公十六年 衛慎公三十五年 鄭康公十六年 燕後簡公三十五年 越王翳三十一年 中山桓公元年 |

## 大事记
- 古希腊哲学家柏拉图发表了自己著名的语录体哲学著作《泰密阿斯》和《克利斯提亚》。
- 田齊伐燕，取桑丘。
- 魏、趙、韓攻田齊，至桑丘。